# Werner e il folle
Werner e il folle (Werner – Beinhart!), è un film film d'animazione a tecnica mista tedesco del 1990 diretto da Niki List (solo parte con attori dal vivo), Gerhard Hahn e Michael Schaack (animazione). Il film è basato sui fumetti di Werner di Rötger "Brösel" Feldmann, che recita anche nel film. 

## Distribuzione
Il film venne distribuito in Germania il 29 novembre 1990 ed ebbe un grande successo con 4,9 milioni di spettatori, il film è stato il terzo di maggior successo del 1990 in Germania, dopo Senti chi parla e Pretty Woman. All'epoca, è stato il secondo film nazionale di maggior successo in Germania dall'inizio della registrazione del numero di spettatori dopo Otto – Der Film (1985; 14,5 milioni di spettatori in tutta la Germania). In Italia è stato distribuito direttamente in home-video nel 2004.

## Seguiti
Visto l'enorme successo, il film ebbe quattro seguiti. I film usciti nel 1996, 1999 e 2003, sono puramente film d'animazione, solo Werner – Eiskalt! riprende la combinazione di attori dal vivo e film d'animazione della prima parte. In Italia solo i due seguiti successivi sono stati distribuiti anche questi direttamente in home-video nel 2004 mentre gli ultimi seguiti sono inediti.
- Werner - Mangia la mia polvere! ( Werner – Das muß kesseln!!!) (1996)
- Werner - A tutto gas! o Werner - L'intasamento (Werner – Volles Rooäää!!!) (1999)
- Werner – Gekotzt wird später! (2003)
- Werner – Eiskalt! (2011)